# Igreja Evangélica Presbiteriana de Lisboa

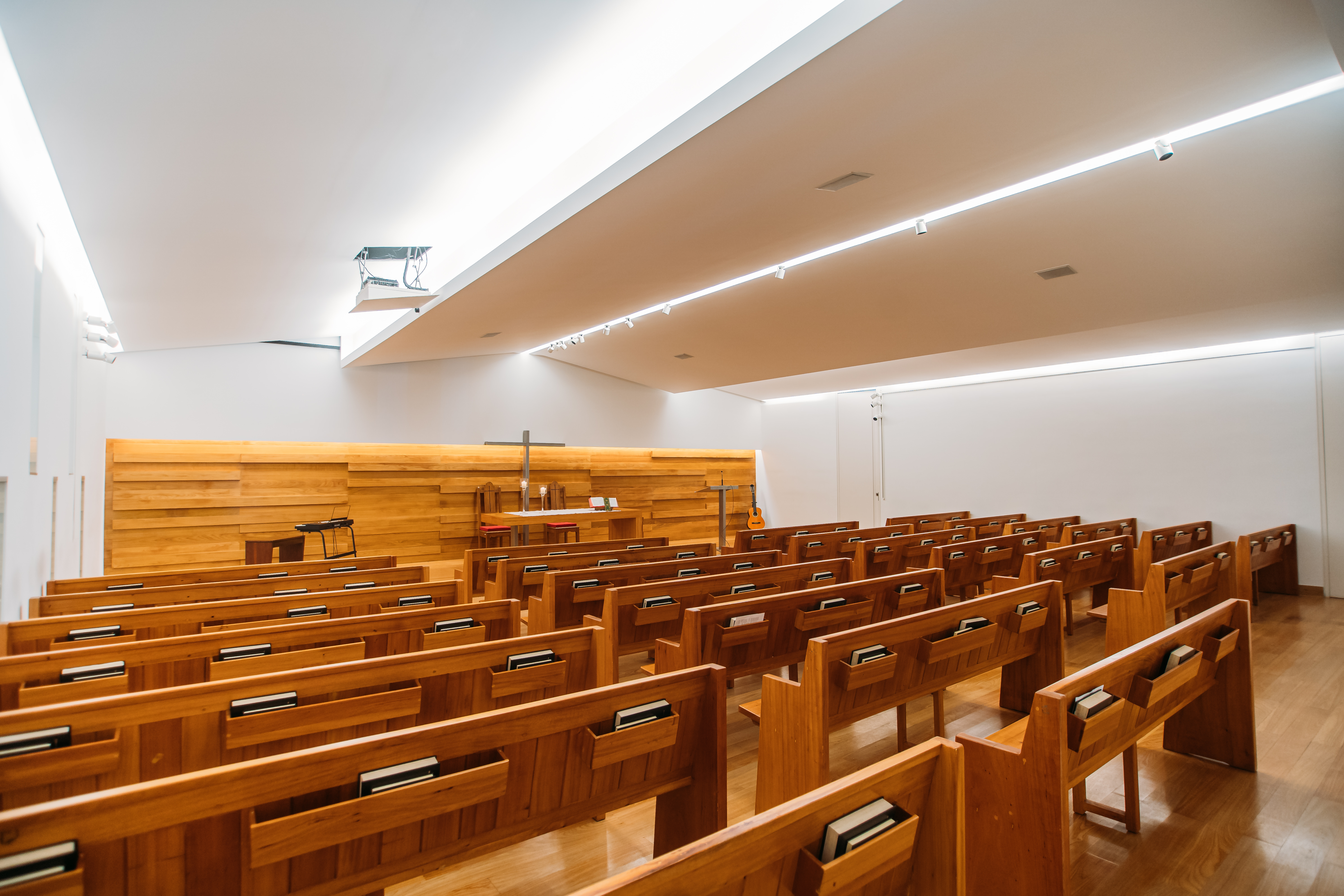
Imagem do Interior da Igreja Evangélica Presbiteriana de Lisboa

A Igreja Evangélica Presbiteriana de Lisboa, fundada em 1870, foi a primeira igreja protestante portuguesa a abrir as suas portas oficialmente, por esforço do pastor escocês Robert Stewart. A Igreja tinha a sua sede no chamado Convento dos Marianos, na Rua das Janelas Verdes em Lisboa. Atualmente, esse convento é pertença da Igreja Lusitana Católica Apostólica Evangélica.
Após se reunir no Convento dos Marianos, esta congregação passou a se encontrar na Rua da Arriaga, à Lapa, a seguir na Rua das Cortes - atual Rua D. Carlos I -, depois na Rua de São Bento. Por fim, em 1956, passou a se reunir na Rua Tomás da Anunciação, em Campo de Ourique.
O reverendo António de Matos foi o primeiro pastor português a exercer funções nesta igreja. Seguiram-se muitos outros como Manuel Santos Carvalho, José Augusto dos Santos e Silva, Mota Sobrinho, Luís Pascoal Pita, Manuel Conceição Júnior, Augusto de Almeida Esperança, Dimas Almeida, Manuel Pedro Cardoso, Joel Pinto, Paulo Silva, Miriam Lopes e atualmente Rute Salvador.